# Касымбейли (Агдамский район)
Касымбейли́ (азерб. Qasımbəyli) — поселок в Агдамском районе Азербайджана.

## История
Основан постановлением Милли Меджлиса Азербайджана от 6 октября 2007 года "О изменениях в административном делении Агдамского района". С этого же дня входит в Хындрыстанский муниципалитет.

## География
Село находится в 34 км от райцентра Агдам, в 3 км от временного райцентра Кузанлы и в 321 км от Баку. Ближайшая ж/д станция — Тазакенд.
Высота села над уровнем моря — 252 м.

## Население
| Численность населения |
| 2016                  |
| --------------------- |
| 0                     |

Посёлок основан для беженцев. Постоянного населения не имеет.

## Климат
В селе холодный семиаридный климат.